# Ligne de Biarritz-la-Négresse à Biarritz-Ville
La ligne de Biarritz-la-Négresse à Biarritz-Ville est une ligne ferroviaire française à écartement standard à voie unique reliant la gare de Biarritz-la-Négresse, sur la ligne de Bordeaux-Saint-Jean à Irun, à celle de Biarritz-Ville. Elle est située intégralement dans le département des Pyrénées-Atlantiques.
Elle constitue la ligne 659 000 du réseau ferré national.

## Histoire
Cette ligne est concédée à titre éventuel à la compagnie des chemins de fer du Midi et du Canal latéral à la Garonne par une convention signée entre le ministre des Travaux publics et la compagnie le 19 juin 1900. Cette convention est approuvée une loi le 8 juillet 1900 qui déclare la ligne d'utilité publique. La ligne est déclarée d'utilité publique par une loi le 24 mars 1905, rendant ainsi la concession définitive.
La ligne est électrifiée en 1,5 kV - CC en 1927.
Elle est fermée au trafic le 28 septembre 1980.